# NGC 430
NGC 430 è una galassia ellittica situata nella costellazione della Balena.
Fu scoperta il 1º ottobre 1785 da William Herschel.

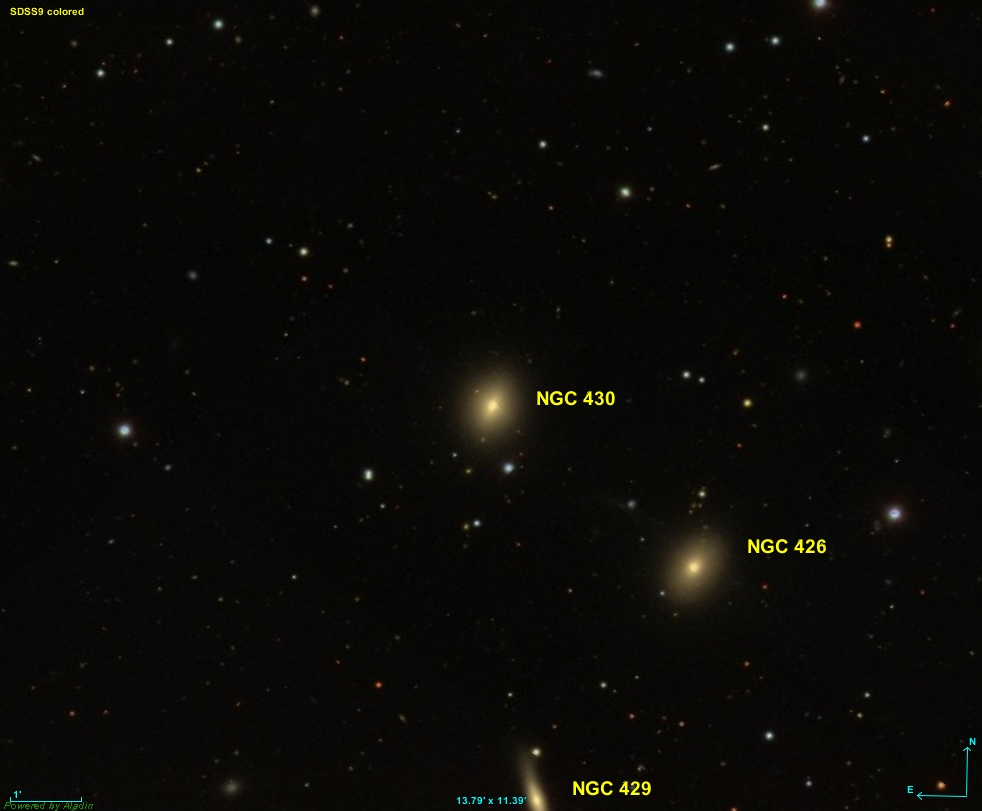
NGC 430 accanto a NGC 426 e NGC 429 (SDSS)